# 粵詩
粵詩是廣東人創作的詩歌的總稱。這些詩歌大部分採用文言文語法呈現，但在音韻上則多遵從粵語語音規律，以求押韻。近代著名粵詩詩人有屈大均、陳恭尹、梁佩蘭等人。
嶺南美術出版社出版有《全粵詩》。